# Lichtkunst

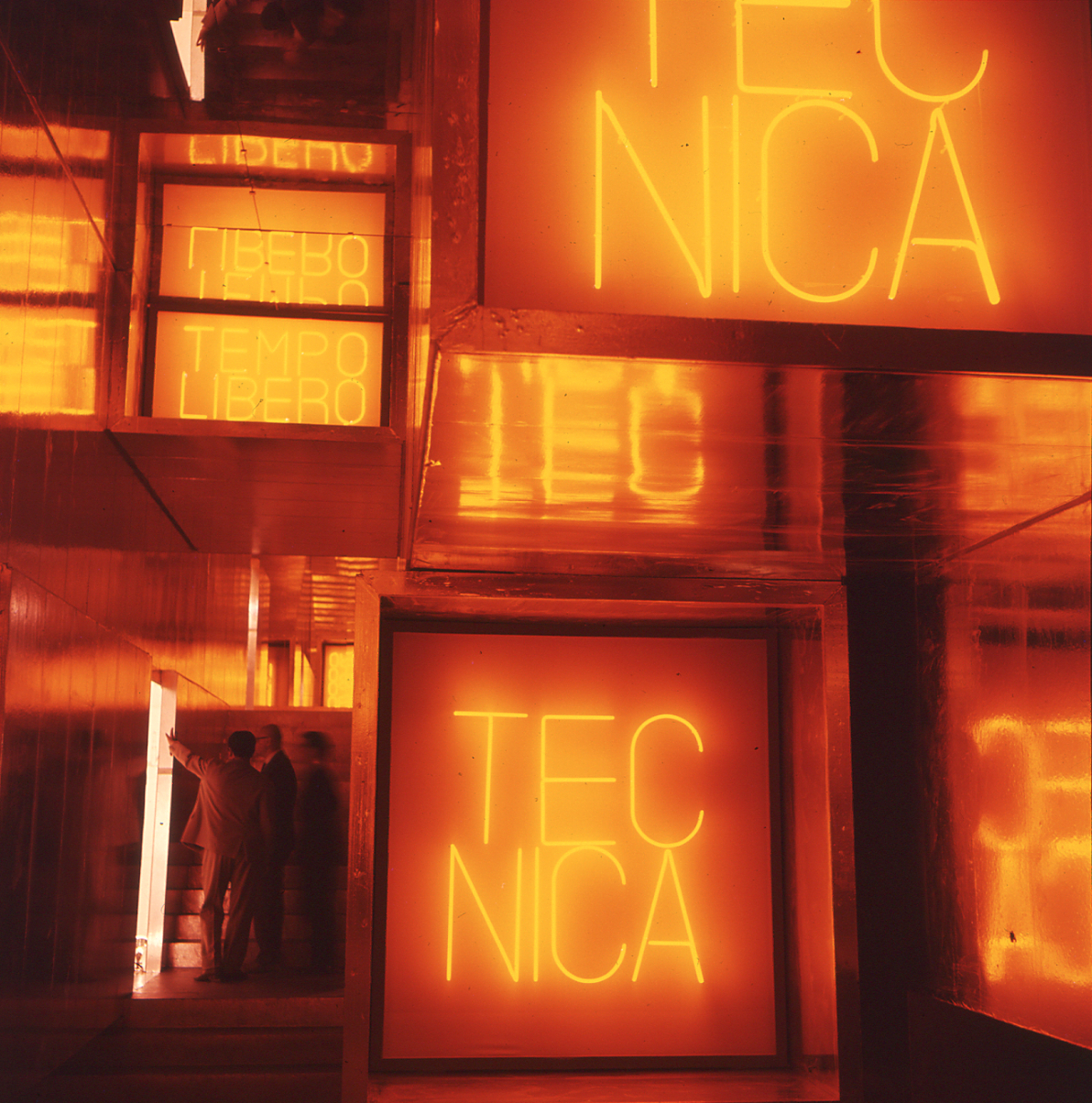
Lichtinstallatie op de trappen van het Palazzo dell'Arte, 13e Milaan Triennale. Photo by Paolo Monti, 1964.

Lichtkunst (Engels: Light-art) is een beeldende kunstvorm waarbij het gebruik van kunstlicht als middel centraal staat. Het gebruik van licht kent uiteenlopende toepassingen, het kan onder andere branden, fluoresceren, doorlichten, belichten en weerkaatsen. Het licht kan gebruikt worden in afzonderlijke werken, maar ook de sfeer en uiting in een gehele (openbare) ruimte bepalen.

## Geschiedenis
Reeds in de achttiende eeuw werd geëxperimenteerd met het gebruik van licht in relatie tot kunstzinnige uitingen. Louis-Bertrand Castel hield zich bezig met het ontwerpen van een lichtorgel en probeerde zo in relatie tot de muziek het licht te componeren. Het idee was om een instrument te creëren met gekleurde glaspanelen die werden doorlicht als de bijbehorende toets werd ingedrukt. Castel zou er uiteindelijk niet in slagen om het orgel te bouwen.
Toen het elektrische licht werd uitgevonden begonnen kunststromingen zoals het Futurisme, Constructivisme en Bauhaus zich uitgebreid bezig te houden met lichteffecten en de toepassing ervan. Onder de eerste generatie kunstenaars, omstreeks 1925, die de mogelijkheden van het kunstlicht zagen behoorden onder andere László Moholy-Nagy (Light-Space-Modulator), Man Ray (Électricité) en Ludwig Hirschfeld-Mack.
In de jaren vijftig en zestig van de twintigste eeuw groeide lichtkunst uit tot een populaire kunstvorm, wat uiteindelijk zou resulteren in diverse tentoonstellingen en lichtkunstfestivals. Voorbeelden hiervan zijn het GLOW Festival, Amsterdam Light Festival en Lichtstadt Feldkirch.
Als gevolg van technologische ontwikkelingen weet ook de lichtkunst zich verder te ontwikkelen. Met behulp van de nieuwste technieken wordt geëxperimenteerd om lichtkunst organischer, persoonlijker en directer te maken. Met name de ontwikkeling van ledverlichting heeft geleid tot nieuwe en complexere mogelijkheden waarbij de ledverlichting wordt geïntegreerd in elektronica en aangestuurd met behulp van sensoren en algoritmes. De mogelijkheden bereidden zich uit naar onder andere kleurrijke projecties, optische illusies en interactieve functies.  
Bekende internationale lichtkunstenaars zijn o.a. François Morellet, Mario Merz, Anthony McCall, Heinz Mack en Patrice Warrener.
Sinds 2002 bevindt zich in Unna (Duitsland) het Zentrum für Internationale Lichtkunst, een museum dat geheel is gewijd aan lichtkunst.
Nederland
Een pionier op het gebied van lichtkunst in Nederland was Livinus van de Bundt. Hij combineerde techniek en wetenschap met kunst en architectuur waarbij hij geïntrigeerd was door het gebruik van licht en de intensiteit ervan. 
In 1966 werd ter gelegenheid van het 75-jarig bestaan van Philips N.V., in het Van Abbemuseum, een eerste overzichtstentoonstelling gehouden in Nederland rondom deze kunstvorm. Met de titel Kunst-Licht-Kunst werd er aandacht besteed aan de toen hedendaagse lichtkunst.
Naast van de Bundt zijn bekende Nederlandse lichtkunstenaars o.a. Jan van Munster, Titia Ex, Christa van Santen, Mariska de Groot en Jaap van den Elzen.